# Уреиды
Уреиды — N-ацил или N,N'-диацилмочевины, формально являющиеся продуктами замещения атомов водорода в NH2-группах мочевины CO(NH2)2 на ацилы RCO- (см. Ацилирование).
Исторически к уреидам также относят производные мочевины и гидрокси- или альдегидокислот, например гидантоиновую кислоту NH2CONH-CH2COOH и её циклическое производное — гидантоин.

## Физические свойства
Уреиды — высокоплавкие кристаллические вещества, обычно трудно растворимые в воде и этаноле
| Соединение                               | Молекулярная масса | Температура плавления, °С |
| ---------------------------------------- | ------------------ | ------------------------- |
| Формалмочевина H-CO-NH-CO-NH2            | 88,07              | 186                       |
| Ацетилмочевина CH3-CO-NH-CO-NH2          | 102,09             | 218-219                   |
| Гидантаиновая кислота NH2-CO-NH-CH2-COOH | 118,09             | 180                       |
| Диацетилмочевина CH3-CO-NH-CO-NH-CO-CH3  | 144,13             | 152                       |
| Оксалуровая кислота NH2-CO-NH-CO-COOH    | 132,08             | 187                       |
| Оксалурамид NH2-CO-NH-CO-CO-NH2          | 131,09             | 310                       |
| Парабановая кислота (оксалилмочевина)    | 116,04             | 243                       |
| Барбитуровая кислота (малонилмочевина)   | 128,09             | 248                       |

## Получение
- Действие карбоновых кислот, их ангидридов, хлорангидридов или сложных эфиров на мочевину.
- При реакции с монокарбоновыми кислотами и их производными образуются уреиды линейного строения, напр, формилмочевина.
- При реакции с дикарбоновыми кислотами и их производными — уреидами двух типов: кислые уреиды, или уреидокислоты, например оксалуровая кислота, и средние уреиды циклического строения, например парабановая кислота.

## Применение
Наибольшее практическое применение имеют уреиды монозамещенных бромсодержащих кислот (бромурал) и производные барбитуровой кислоты (барбитураты), используемые как снотворные.